# Simon Phillips
Simon Phillips, född 6 februari 1957 i London, England, är en brittisk trummis. Han gjort sig som en nyskapande trummis och har spelat i band som The Who, Judas Priest och Toto.

## Diskografi
Solo
- 1988 – Protocol
- 1992 – Force Majeure
- 1995 – Symbiosis
- 1997 – Another Lifetime
- 1999 – Out Of the Blue
- 2000 – Vantage Point